# 約翰遜鎮區 (密蘇里州蘇格蘭縣)
約翰遜鎮區（英語：Johnson Township）是位於美國密蘇里州蘇格蘭縣的一個行政鎮區。

## 地方資料
約翰遜鎮區的面積為103.70平方千米，當中陸地面積為103.42平方千米，而水域面積為0.28平方千米。根據2020年美國人口普查的數據，當地共有人口225人，而人口密度為每平方千米2.17人。